# Історія Яни Капу
Історія міста Яни Капу починається з 1931 року, з появи перших будинків на території міста.

## До заснування міста
Місцевість навколо Яни Капу почала заселятися ще в епоху неоліту, мідного віку та ранньої бронзи (V—III тис. до н. е.).
Про давнє заселення місцевості свідчать знайдені поселення доби неоліту, міді та ранньої бронзи. Виявлені кургани з похованнями періодів ранньої та пізньої бронзи, скіфського і середньовічного часів.

## Заснування міста
В 1931 році на території нинішнього міста було вирішено побудувати Перекопський бромний завод, тоді ж були закладені перші будинки для хіміків із заводу.
1933 року на залізничному роз'їзді 59 км висадилася геологорозвідувальна експедиція. За підсумками роботи цієї експедиції було прийнято рішення про будівництво Перекопського бромного заводу та закладання майбутнього міста хіміків.
Ініціатором його зведення був відомий радянський хімік М. Курнаков, який ще в 1890-і роки досліджував Сиваш і прилеглі до нього озера.
У вересні 1932 року біля озера Старе, багатого на солі брому, натрію, калію, виникло нове селище — Бромзавод.
Соляні озера у різний час досліджували академіки Є. Бурксер, І. Каблуков, М. Курнаков. У 1936 році виробництво брому складало 347 тонн, у 1940 році — 900 тонн.  
У міру того, як росли корпуси заводу, будувалося і робоче селище. З'явилися кам'яні одноповерхові та двоповерхові будинки, магазини, дитячий садок, школа, бібліотека, залізнична станція П'ятиозерна, завод безалкогольних напоїв, хлібопекарня.
Репресії 1937 року не оминули колектив бромного заводу. Вони зіпсували долі десятків чесних трудівників, серед яких коваль П. Кушнаренко, тесляр Є. Коротченко, молотобоєць І. Кравець та інші.
У 1938 році селище при Перекопському бромному заводі віднесено до розряду робітничого селища з присвоєнням найменування «Красно-Перекопськ» на честь боїв російської червоної армії під Перекопом у 1920 році.
Під час Другої світової війни у жовтні 1941 року селище ще й територія заводу стали ареною запеклих боїв. Завод був евакуйований, а селище знаходилося в німецький окупації від 30 жовтня 1941 року до 11 квітня 1944 року.
Незабаром завод повернувся з евакуації і вже в середині 1946 року дав першу продукцію.

## У складі України
У 1959 році в селищі мешкало близько 4,2 тис. осіб.
Враховуючи унікальні природні запаси, совєтскій уряд ухвалив рішення про будівництво найбільшого підприємства хімічної промисловості — содового заводу, а для забезпечення промислового та цивільного будівництва було створено потужний будівельний трест «Перекопхімбуд». Великий внесок у справу подальшого розвитку Красноперекопська зробили будівельники Північнокримського каналу, для яких, починаючи з 1961 року, селище п'ять років було штабом будівництва.
З 1964 року назва селища почала писатися разом — Красноперекопськ.
В 1966 він отримав статус міста.  Наступного року у скверику біля адміністративного корпусу заводу встановили пам'ятник академіку М. Курнакову (1967 р., скульптори Н. Дерегук, Л. Сабанеева, архітектор Б. Бердник).
Справжнє відродження почалося з пуском 1973 року в експлуатацію Кримського содового заводу. Це найбільше підприємство міста, де працює понад 3,5 тисячі осіб. Пізніше було збудовано завод з переробки вторинної полімерної сировини «Полівтор». Таким чином, Красноперекопськ стає центром хімічної промисловості не лише Криму, а й України.
В 1976 Красноперекопськ отримав статус міста обласного підпорядкування (від 1991 — республіканського).
У 1979 році у місті мешкало 25,6 тис. осіб.
Красноперекопськ став великим промисловим центром Криму. Тут було створено першу в Україні економічну зону — Північнокримську експериментальну економічну зону «Сиваш». Експеримент, що тривав 5 років, успішно завершився: обсяг промислового виробництва цей період зріс у 7 раз. У січні 2001 року набув чинності Закон України, згідно з яким зона «Сиваш» продовжить роботу ще 30 років як територію пріоритетного розвитку.
До розпаду Радянського Союзу бромний завод працював переважно на військову промисловість. У 1996-му перетворений у відкрите акціонерне товариство «Бром», а з 2004 року стає приватним підприємством. АТ «Бром» є єдиним виробником бромовмісних хімічних сполук у Східній Європі.
Наприкінці 1990-х ‒ початку 2000-х Кримський содовий завод був приватизований, перепроданий, і врешті-решт опинилося у власності «Ostchem Holding», яка консолідує всі хімічні активи «Group DF» українського олігарха Дмитра Фірташа. Кримський содовий був єдиним підприємством в Україні з виробництва технічної кальцинованої соди й забезпечував до 80 % її потреби. Частка заводу у світовому виробництві становила близько 2,5 %. З 2008 року завод випускав також харчову сіль марки «Екстра».
У 2007 році Красноперекопськ був визнаний найбруднішим містом України в міжнародному рейтингу компанії Mercer Human Resource Consulting.
З 2014 року незаконно анексований Російською Федерацією. Після окупації місто перетворилося на зону екологічної катастрофи.
У липні 2019 року в Красноперекопську та Армянську зафіксували високий рівень забруднення атмосфери через хлористий водень. Причому в Красноперекопську середній індекс для хлористого водню склав 4, тоді як в Армянську ‒ 2.
У грудні 2020 року в Красноперекопську, згідно з моніторингом кримського Гідрометцентру, забруднення фіксували за трьома показниками: оксиду вуглецю, діоксиду азоту, хлористого водню.
12 травня 2016 року Верховна Рада України прийняла постанову про перейменування міста в Яни Капу («Нові ворота») відповідно до законів про декомунізацію. Рішення набуло чинності 7 вересня 2023 року.